# Walerian Bugel
Walerian Bugel (ur. 26 lipca 1968 roku w Koszycach, zm. 28 kwietnia 2020 w Trzyńcu) – polski duchowny i teolog rzymskokatolicki, dr hab.

## Życiorys
Jego ojciec, Oswald Bugel, był śpiewakiem operowym, a po śmierci żony ukończył seminarium duchowne i został również księdzem. Walerian Bugel urodził się w Koszycach na Słowacji, jego matka była Słowaczką.
Studiował na Wydziale Teologicznym św. Cyryla i Metodego w Litomierzycach. We wrześniu 1993 został w Ołomuńcu wyświęcony na kapłana. 18 maja 1998 obronił pracę doktorską Eklezjologia Unii Użhorodzkiej, 16 stycznia 2018 habilitował się na podstawie pracy zatytułowanej Anafora jako tekst teologiczny. Zagadnienia wybrane na przykładzie posoborowych modlitw eucharystycznych liturgii rzymskiej.
Zmarł 28 kwietnia 2020.